# مارغريت لورانس
مارغريت لورانس (بالإنجليزية: Margaret Lawrence)‏ هي ممثلة أمريكية، ولدت في 2 أغسطس 1889 في فيلادلفيا في الولايات المتحدة، وتوفيت في 9 يونيو 1929 في نيويورك في الولايات المتحدة.

## وصلات خارجية
- مارغريت لورانس على موقع قاعدة بيانات برودواي على الإنترنت (الإنجليزية)